# 林修三
林 修三（はやし しゅうぞう、1910年1月1日 - 1989年6月21日）は、日本の官僚。大蔵・法務官僚を経て法制局に移り、鳩山・石橋・岸・池田の4内閣（10年弱）にわたって法制局長官（内閣法制局長官）を務めた。位階勲等は正三位勲一等旭日大綬章。『時の法令』誌連載の判例解説でははやし しうぞうの別名を用いた。

## 来歴
- 1910年（明治43年）1月 - 東京に生まれる。旧制東京高校を経て、
- 1932年（昭和7年）3月 - 東京帝国大学法学部卒業。大蔵省入省。銀行局属[2]。（同期入省は石田吉男、窪谷直光、河野通一、近藤直人、東条猛猪、本城直彦、森永貞一郎、山田明三、吉本真二、渡辺喜久造の10人）
- 1947年（昭和22年）4月28日 - 大蔵省管理局総務課長
- 1948年（昭和23年）5月22日 - 法務庁法制第一局長
- 1949年（昭和24年）6月1日 - 法務府法制意見第二局長
- 1952年（昭和27年）7月1日 - 法制局次長
- 1954年（昭和29年）12月11日 - 法制局長官（以後2回再任）
- 1962年（昭和37年）7月1日 - 内閣法制局長官（組織改称に伴い職名変更）
- 1964年（昭和39年）11月9日 - 第3次池田内閣総辞職に伴い依願免官
- 1965年（昭和40年）5月7日 - 首都高速道路公団理事長
- 1971年（昭和46年）5月24日 - 退職
- 1972年（昭和47年）4月14日 - 行政管理庁行政監理委員会委員（任期3年）
- 1975年（昭和50年）4月14日 - 同委員再任（同）
- 1978年（昭和53年）4月21日 - 同委員再々任（同、1981年（昭和56年）3月16日同委員会廃止）
- 1980年（昭和55年）4月29日 - 叙・勲一等、授・瑞宝章
- 1988年（昭和63年）4月1日 - 環境庁顧問
- 1989年（平成元年）4月29日 - 授・旭日大綬章
- 1989年（平成元年）6月21日 - 肝腎不全のため渋谷区の病院で死去[3]。叙・正三位

## その他
- 抜群の記憶力から法令の生き字引とされ、国会で法解釈が問題になるたびに、猛烈なスピードで法解釈をまくしたて、野党の追及をかわしたエピソードは、語り草となっていた[3]。

## 著書
- 例解立法技術 学陽書房 1955
- 法令用語の常識 日本評論新社 1958
- 法令解釈の常識 日本評論新社 1959
- 法制執務 学陽書房 1962 (地方公務員研修選書)
- 法令作成の常識 日本評論社 1964
- 法制局長官生活の思い出 財政経済弘報社 1966
- 法律夜話 憲法第九条と安保条約 時事問題研究所 1968
- ハムレットの城 随筆集 学陽書房 1970
- 法律夜話 続(憲法と国民の権利・義務) 時事問題研究所, 1971
- 行政法の話 第一法規出版 1972
- 憲法の話 第一法規出版 1973
- 公益法人研究入門 公益法人協会 1976.12
- 新憲法手帖 全国加除法令出版 1980.8 (JED新書)
- 憲法めがね 財務出版 1981.1
- 判例解説 憲法編 全6巻 ぎょうせい 1988-90
- 判例解説 行政法編 全4巻 ぎょうせい 1990-93

## 共編著
- 財政会計辞典 森永貞一郎共編 学陽書房 1959
- 法令用語辞典 佐藤達夫共編 学陽書房 1959
- 法令用語辞典 佐藤達夫,高辻正己共編 第4次全訂新版 学陽書房 1966
- 自衛隊と憲法の解釈 中村菊男共編著 有信堂 1967
- 基本的人権 中山健男,奥原唯弘共編 成文堂 1973 (判例演習シリーズ憲法)
- 統治の機構と作用 中山健男,奥原唯弘共編 成文堂 1973 (判例演習シリーズ憲法)
- 憲法基本判例 斉藤寿,西修共編 青林書院新社 1976
- 行政法基本判例 斉藤寿,梅木崇共編 青林書院新社 1977.5